# 法国驻中华民国大使馆旧址
法国驻中华民国大使馆旧址位于中国江苏省南京市，共四处，位于鼓楼区高云岭56-1号的馆舍为1936年由公使馆升格而来，抗战爆发后关闭。战后，梅里霭被任命为新政府首任驻华大使，并于1946年1月来华履任，陆续租用玄武区高楼门56号（已拆除）、鼓楼区金银街17号（原10号，现为民宅）和鼓楼区宁夏路4号（原4-1号，现为民宅）作为大使馆馆舍，直至1950年迁台。
现列入江苏省文物保护单位的高云岭馆舍为两层砖木结构的法式楼房，平面略呈方形，覆以多折式坡屋顶。南面为其主立面，采用柱式构图，二层设有凹进的阳台。建筑现由江苏省民政厅干部学校使用，并在其西、南两侧搭建了临街门面房，楼前原开敞的花园已被20世纪70年代新建的宿舍楼所取代。